# Myzostoma cristatum
Myzostoma cristatum is een ringworm uit de familie Myzostomatidae.
Myzostoma cristatum werd in 1918 voor het eerst wetenschappelijk beschreven door Remscheid.